# Drooggemaakte Grote Polder
Het waterschap Drooggemaakte Grote Polder was een waterschap in de gemeente Leidschendam in de Nederlandse provincie Zuid-Holland. De polder maakte deel uit van een groter geheel, bestaande uit de generale bepoldering onder Zoetermeer, De Leyens, De Vier Bonnen, Langeland, De Buitenweg en de Grote Polder onder Stompwijk en Wilsveen.
In 1775 werd dit geheel gesplitst in de Drooggemaakte Grote Polder en de Zoetermeersche of Nieuw Drooggemaakte Polder.
Het waterschap was verantwoordelijk voor de drooglegging (voltooid in 1771) en later de waterhuishouding in de polders.

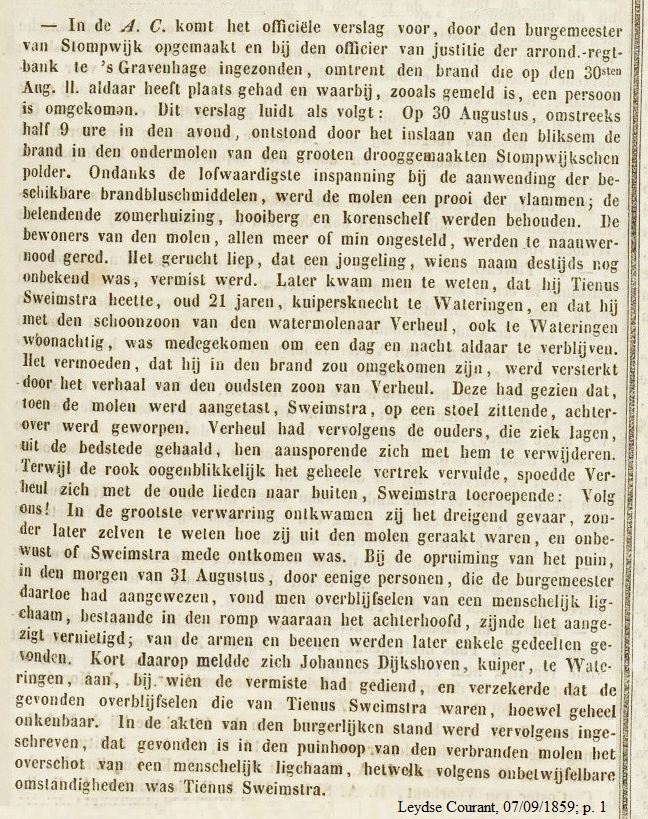
Artikel uit 1859 over het afbranden van de ondermolen in de polder.
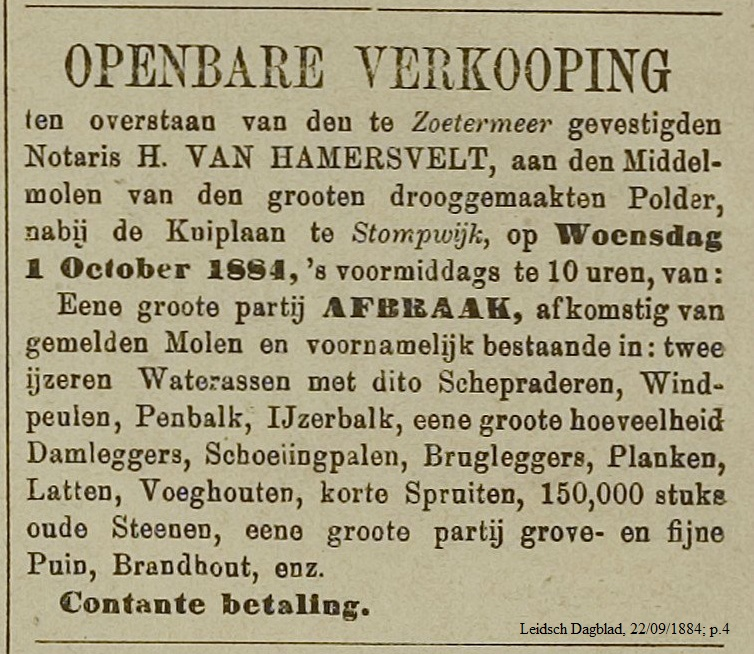
Artikel uit 1884 over verkoop van sloopmateriaal van de middenmolen in de polder.
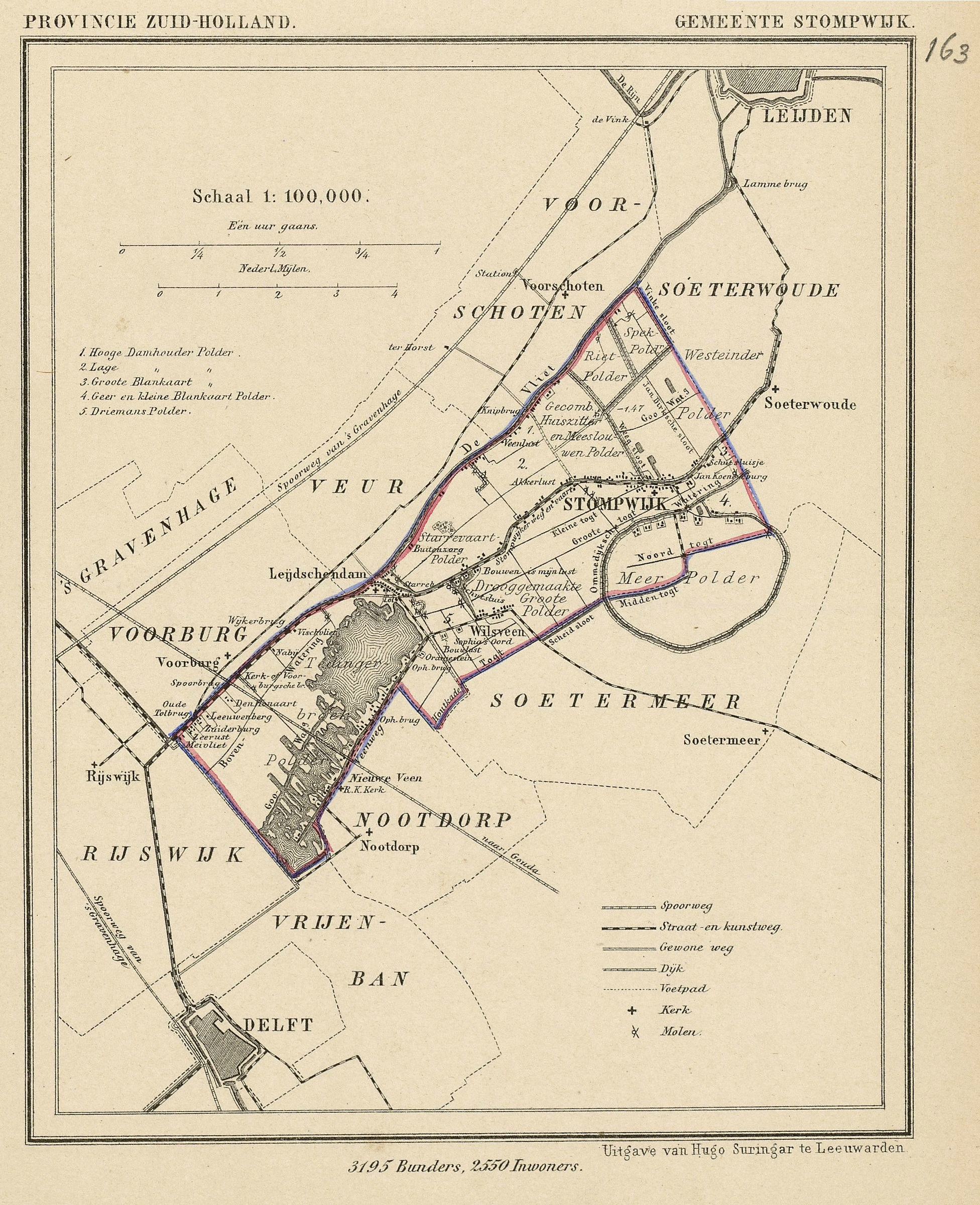
De ligging van de polder binnen de voormalige gemeente Stompwijk, rond 1867.
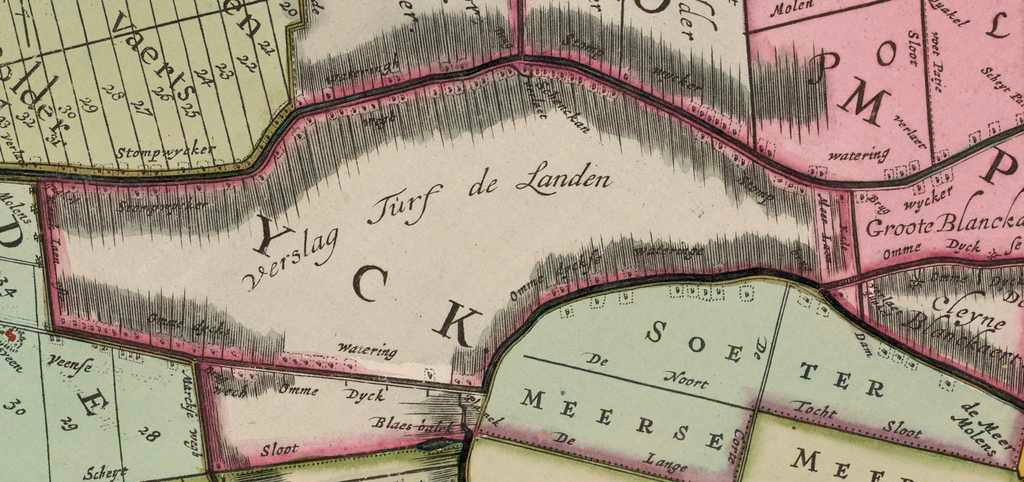
Afgebeeld is het gebied dat later de Grote Drooggemaakte Polder zal vormen. In deze uitsnede is te zien dat er in 1749 nog sprake is van een plassengebied, hier "Verslag Turfde Landen" genoemd.